# Vanga capnegre
El vanga capnegre (Tylas eduardi) és un ocell de la família dels vàngids (Vangidae) i única espècie del gènere Tylas Hartlaub, 1862.

## Hàbitat i distribució
Habita boscos i vegetació secundària de l'oest i est de Madagascar.